# 2006 a filmművészetben

## Események
| Hónap      | Nap | Esemény |
| ---------- | --- | --- |
| január     | 23  | Párizsban átadták az Arany Csillag díjakat a francia nemzeti filmgyártás szereplőinek, 2005. évi kiemelkedő alkotómunkájuk elismeréseként. |
| január     | 24  | A Disney bejelenti, hogy tervei szerint megvásárolja a Pixart. |
| február    | 25  | A 31. César-gálán a legsikeresebb francia filmjének Jacques Audiard Halálos szívdobbanás című filmje mutatkozott: 8 elismerést söpör be, köztük a legjobb film, a legjobb rendező és a legjobb adaptáció díját. Az legjobb külföldi filmért járó Césart az amerikai Clint Eastwood Millió dolláros bébi című alkotása kapja. |
| április    | 18  | Tom Cruise és Katie Holmes színészeknek kislányuk születik Suri néven. |
| május      | 27  | Brad Pitt és Angelina Jolie színészeknek kislányuk születik Namíbiában. |
| május      | 28  | Az 59. cannes-i fesztivál Arany Pálmáját Ken Loach veheti át a Felkavar a szél című filmjéért. A zsűri nagydíját a Flandres kapja, Bruno Dumont rendezésében, a legjobb rendező Alejandro González Iñárritu (Babel). A különféle rendezvényeken bemutatott négy magyar film közül Kocsis Ágnes alkotása, A vírus elnyeri a Cinéfondation harmadik díját.                                                                           |
| szeptember | 7   | Ellen DeGeneres amerikai színésznőt választják a 79. Oscar-gála ceremóniamesterévé. |
| december   |     | Elindul a magyarra szinkronizált filmek szinkronhangjainak és stábtagjainak adatait tartalmazó Internetes Szinkron Adatbázis (ISzDb) weboldal. |
| december   | 2   | Penélope Cruz kapja a legjobb színésznőnek járó Európai Filmdíjat a Volverért. A film további négy díjat nyer, köztük a rendező Pedro Almodóvar is. A legjobb film az A mások élete. |
| december   | 6   | Clint Eastwood japán nyelvű filmje, a Levelek Ivo Dzsimáról vívja ki a National Board of Review legfőbb elismerését, a további kilenc legjobb film között szerepel Eastwood másik 2006-os rendezése, A dicsőség zászlaja is. A legjobb színész Forest Whitaker, a legjobb színésznő pedig Helen Mirren. A legjobb rendezőnek Martin Scorsesét nevezik meg A tégláért.                                                              |
| december   | 10  | A Los Angeles-i Filmkritikusok Szövetsége is Eastwood filmjének ítéli a legjobb film díját. A királynő című alkotás négy díjjal gazdagodik, köztük a színésznőivel, míg a legjobb rendező Paul Greengrass. A legjobb színész kategóriában Forest Whitaker és Sacha Baron Cohen vív ki elismerést. |
| december   | 11  | A New York-i Filmkritikusok Köre A United 93-ast választja 2006 legjobb filmjének. A színészi kategóriákban Forest Whitaker és Helen Mirren nyer. A legjobb rendező Martin Scorsese. |
| december   | 11  | A Washingtoni Filmkritikusok Szövetsége szintén Whitakert és Mirrent jutalmazza, a legjobb filmnek A United 93-ast választják, a rendezői díjat Martin Scorsese viszi haza. |
| december   | 13  | A BAFTA-díj új szabályai szerint csak azokat a filmeket jelölhetik, melyeket az Egyesült Királyságban február 11-ével, a díjátadó napjával bezárólag bemutatnak. A megszorítás miatt olyan esélyesek nem kvalifikálhatóak, mint a Levelek Ivo Dzsimáról és Az ügynökség. |
| december   | 14  | Hallie D’Amore, a Forrest Gump és számos más film Oscar-díjra jelölt, 64 éves sminkese öngyilkosságot követ el, miután férjével is végez kaliforniai otthonukban. |
| december   | 15  | A Babel című film vezeti a Golden Globe-jelöltek listáját, hét nominációval. A tégla hat, a Dreamgirls öt jelöléssel vág neki a januári díjkiosztónak. |
| december   | 15  | Bejelentik az Oscar-díj legjobb vizuális effektek kategóriájának lehetséges jelöltjeit. A három végső film a Casino Royale, A Karib-tenger kalózai: Holtak kincse, a Superman visszatér, a Poseidon, az Eragon, az X-Men: Az ellenállás vége és az Éjszaka a múzeumban közül kerül ki január 23-án. |
| december   | 18  | Louis Delluc-díjat vehetett át Pascale Ferran Lady Chatterley című filmjéért, míg a legjobb elsőfilmes alkotás Jean-Pierre Darroussin filmdrámája, a Pálfordulás (Le pressentiment) lett. Joseph Barbera, a Hanna-Barbera Studios egyik legendás alapítóját 95 évesen éri a halál otthonában. Az ő és William Hanna nevéhez fűződik a Frédi és Béni, a Scooby-Doo, a Tom és Jerry, illetve számos más világsikerű rajzfilmsorozat. |
| december   | 21  | Nyilvánosságra hozzák a spanyol Goya-díjért versengők listáját: a Viggo Mortensen főszereplésével készült Alatriste kapitány tizenöt jelölést, a Volver tizennégyet, A faun labirintusa pedig tizenhármat szerez. |

## Sikerfilmek
| #  | cím                                   | stúdió    | összbevétel    | észak-amerikai bevétel | magyarországi bevétel | gyártási költség |
| -- | ------------------------------------- | --------- | -------------- | ---------------------- | --------------------- | ---------------- |
| 1  | A Karib-tenger kalózai: Holtak kincse | Disney    | $1 066 179,725 | $423 315 812           | Ft447 346 138         | $225 000         |
| 2  | A Da Vinci-kód                        | Sony      | $758 239 851   | $217 536 138           | Ft494 576 261         | $125 000         |
| 3  | Jégkorszak 2. – Az olvadás            | Fox       | $651 565 743   | $195 330 621           | Ft527 849 462         | $80 000          |
| 4  | Casino Royale                         | Sony      | $594 239 066   | $167 445 960           | Ft162 184 843         | $150 000         |
| 5  | Éjszaka a múzeumban                   | Fox       | $573 939 869   | $250 863 268           | Ft173 579 920         | $110 000         |
| 6  | Verdák                                | Disney    | $461 981 604   | $244 082 982           | Ft209 655 275         | $120 000         |
| 7  | X-Men: Az ellenállás vége             | Fox       | $459 256 008   | $234 362 462           | Ft133 033 829         | $210 000         |
| 8  | Mission: Impossible III.              | Paramount | $397 850 012   | $134 029 801           | Ft114 449 941         | $150 000         |
| 9  | Superman visszatér                    | Warner    | $391 081 192   | $200 081 192           | Ft44 528 253          | $270 000         |
| 10 | Táncoló talpak                        | Warner    | $384 332 923   | $198 000 317           | Ft195 637 005         | $100 000         |

## Filmbemutatók

### Magyar filmek
| Cím                                | Rendező             |
| ---------------------------------- | ------------------- |
| A Herceg haladéka                  | Tímár Péter         |
| Az élet vendége: Csoma legendárium | Szemző Tibor        |
| Budakeszi srácok                   | Erdőss Pál          |
| De kik azok a Lumnitzer nővérek?   | Bacsó Péter         |
| Ede megevé ebédem                  | Jancsó Miklós       |
| Egy bolond százat csinál           | Gyöngyössy Bence    |
| Egyetleneim                        | Nemes Gyula         |
| Emelet                             | Vecsernyés János    |
| Fehér tenyér                       | Hajdu Szabolcs      |
| Férfiakt                           | Esztergályos Károly |
| Friss levegő                       | Kocsis Ágnes        |
| Idegölő                            | Fonyó Gergely       |
| Kútfejek                           | Kapitány Iván       |
| Lopott képek                       | Pacskovszky József  |
| Madárszabadító, felhő, szél        | Szaladják István    |
| Mansfeld                           | Szilágyi Andor      |
| Miraq                              | Bollók Csaba        |
| Randevú                            | Incze Ágnes         |
| Rokonok                            | Szabó István        |
| Szabadság, szerelem                | Goda Krisztina      |
| Sztornó                            | Pálos György        |
| Szűzijáték                         | Kovács István       |
| Taxidermia                         | Pálfi György        |
| Tibetben a lélek                   | Tolvaly Ferenc      |
| Tibor vagyok, de hódítani akarok!  | Fonyó Gergely       |
| Üvegtigris 2.                      | Rudolf Péter        |
| Vadászat angolokra                 | Bagó Bertalan       |

### Észak-amerikai, országos bemutatók
január – december

| Magyar cím                                                   | Eredeti cím                                                                         | Rendező                                      | Stúdió / Forgalmazó        | [ 9 ] |
| ------------------------------------------------------------ | ----------------------------------------------------------------------------------- | -------------------------------------------- | -------------------------- | ----- |
| 16 utca                                                      | 16 Blocks                                                                           | Richard Donner                               | Warner Bros.               |       |
| Alvilági játékok                                             | Lucky Number Slevin                                                                 | Paul McGuigan                                | MGM (Weinstein)            |       |
| American Dreamz                                              | American Dreamz                                                                     | Paul Weitz                                   | Universal Pictures         |       |
|                                                              | An American Haunting                                                                | Courtney Solomon                             | Freestyle Releasing        |       |
| Annapolis – Ahol a hősök születnek                           | Annapolis                                                                           | Justin Lin                                   | Buena Vista                |       |
| Anyám nyakán                                                 | Failure to Launch                                                                   | Tom Dey                                      | Paramount Pictures         |       |
| Apocalypto                                                   | Apocalypto                                                                          | Mel Gibson                                   | Buena Vista                |       |
| Aquamarine                                                   | Aquamarine                                                                          | Elizabeth Allen                              | 20th Century Fox           |       |
| Arthur és a villangók                                        | Arthur et les Minimoys                                                              | Luc Besson                                   | MGM (Weinstein)            |       |
|                                                              | ATL                                                                                 | Chris Robinson                               | Warner Bros.               |       |
| Az átok 2.                                                   | The Grudge 2                                                                        | Takashi Shimizu                              | Sony / Columbia            |       |
| Bábel                                                        | Babel                                                                               | Alejandro González Iñárritu                  | Paramount Vantage          |       |
| Bagolyvédők                                                  | Hoot                                                                                | Wil Shriner                                  | New Line Cinema            |       |
| Bajkeverő majom                                              | Curious George                                                                      | Matthew O'Callaghan                          | Universal Pictures         |       |
| Balek-suli                                                   | School for Scoundrels                                                               | Todd Phillips                                | MGM (Weinstein)            |       |
| A barlang                                                    | The Descent                                                                         | Neil Marshall                                | Lionsgate Films            |       |
| A belső ember                                                | Inside Man                                                                          | Spike Lee                                    | Universal Pictures         |       |
| Betűvető                                                     | Akeelah and the Bee                                                                 | Doug Atchison                                | Lionsgate Films            |       |
|                                                              | Block Party                                                                         | Michel Gondry                                | Rogue Pictures             |       |
| BloodRayne – Az igazság árnyékában                           | BloodRayne                                                                          | Uwe Boll                                     | Romar Entertainment        |       |
|                                                              | Bobby                                                                               | Emilio Estevez                               | MGM (Weinstein)            |       |
| A boldogság nyomában                                         | The Pursuit of Happyness                                                            | Gabriele Muccino                             | Sony / Columbia            |       |
| Borat: Kazah nép nagy fehér gyermeke menni művelődni Amerika | Borat: Cultural Learnings of America for Make Benefit Glorious Nation of Kazakhstan | Larry Charles                                | 20th Century Fox           |       |
| Bor, mámor, Provence                                         | A Good Year                                                                         | Ridley Scott                                 | 20th Century Fox           |       |
| Botcsinálta ellenőr                                          | Larry the Cable Guy: Health Inspector                                               | Trent Cooper                                 | Lionsgate Films            |       |
| Buliszerviz 2.                                               | Van Wilder: The Rise of Taj                                                         | Mort Nathan                                  | Metro-Goldwyn-Mayer        |       |
| A bűn színe                                                  | Freedomland                                                                         | Joe Roth                                     | Sony (Revolution)          |       |
| Casino Royale                                                | Casino Royale                                                                       | Martin Campbell                              | Sony / Columbia            |       |
| Crank – Felpörögve                                           | Crank                                                                               | Mark Neveldine és Brian Taylor               | Lionsgate Films            |       |
|                                                              | Crossover                                                                           | Preston A. Whitmore II                       | Sony / Columbia)           |       |
| Csajozós film                                                | Date Movie                                                                          | Jason Friedberg, és Aaron Seltzer            | 20th Century Fox           |       |
| Családi gubancok                                             | Madea's Family Reunion                                                              | Tyler Perry                                  | Lionsgate Films            |       |
| A család kicsi kincse                                        | Little Miss Sunshine                                                                | Jonathan Dayton és Valerie Faris             | Fox Searchlight            |       |
| Cserebere szerencse                                          | Just My Luck                                                                        | Donald Petrie                                | 20th Century Fox           |       |
| A Da Vinci-kód                                               | The Da Vinci Code                                                                   | Ron Howard                                   | Sony / Columbia            |       |
| Déjà vu                                                      | Déjà Vu                                                                             | Tony Scott                                   | Buena Vista                |       |
| A dárda vége                                                 | End of the Spear                                                                    | Jim Hanon                                    | Rocky Mountain Pictures    |       |
| Darwin-díj – Halni tudni kell!                               | Darwin Awards                                                                       | Finn Taylor                                  | Metro-Goldwyn-Mayer        |       |
| A dicsőség zászlaja                                          | Flags of Our Fathers                                                                | Clint Eastwood                               | Paramount (DreamWorks)     |       |
| Dögölj meg, John Tucker                                      | John Tucker Must Die                                                                | Betty Thomas                                 | 20th Century Fox           |       |
| Dreamgirls                                                   | Dreamgirls                                                                          | Bill Condon                                  | Paramount (DreamWorks)     |       |
| Egy botrány részletei                                        | Notes on a Scandal                                                                  | Richard Eyre                                 | Fox Searchlight            |       |
| Egy éjszaka a királlyal                                      | One Night with the King                                                             | Michael O. Sajbel                            | 8X Entertainment           |       |
| Éjszaka a múzeumban                                          | Night at the Museum                                                                 | Shawn Levy                                   | 20th Century Fox           |       |
| Az éjszaka hangjai                                           | The Night Listener                                                                  | Patrick Stettner                             | Miramax Films              |       |
| Elemi ösztön 2.                                              | Basic Instict 2                                                                     | Michael Caton-Jones                          | Sony / Columbia            |       |
| Elvitte a víz                                                | Flushed Away                                                                        | David Bowers és Sam Fell                     | Paramount (DreamWorks)     |       |
| Az ember gyermeke                                            | Children of Men                                                                     | Alfonso Cuarón                               | Universal Pictures         |       |
|                                                              | Employee of the Month                                                               | Greg Coolidge                                | Lionsgate Films            |       |
| Én, a nő és plusz egy fő                                     | You, Me and Dupree                                                                  | Anthony Russo és Joe Russo                   | Universal Pictures         |       |
| Eragon                                                       | Eragon                                                                              | Stefen Fangmeier                             | 20th Century Fox           |       |
| Erőpróba                                                     | Gridiron Gang                                                                       | Phil Joanou                                  | Sony / Columbia            |       |
| Ezt éld túl!                                                 | Stay Alive                                                                          | Jessica Bendinger                            | Buena Vista                |       |
| A faun labirintusa                                           | El laberinto del Fauno                                                              | Guillermo del Toro                           | Picturehouse               |       |
| Fekete Dália                                                 | The Black Dahlia                                                                    | Brian De Palma                               | Universal Pictures         |       |
| Fekete dicsőség                                              | Glory Road                                                                          | James Gartner                                | Buena Vista                |       |
| Fekete karácsony                                             | Black Christmas                                                                     | Glen Morgan                                  | MGM (Weinstein)            |       |
| Félelem nélkül                                               | Huo Yuan Jia                                                                        | Ronny Yu                                     | Rogue Pictures             |       |
| Felforgatókönyv                                              | Stranger Than Fiction                                                               | Marc Forster                                 | Sony / Columbia            |       |
| Felvéve                                                      | Accepted                                                                            | Steve Pink                                   | Universal Pictures         |       |
| Flicka                                                       | Flicka                                                                              | Michael Mayer                                | 20th Century Fox           |       |
| Flyboys – Égi lovagok                                        | Flyboys                                                                             | Tony Bill                                    | Metro-Goldwyn-Mayer        |       |
| A forrás                                                     | The Fountain                                                                        | Darren Aronofsky                             | Warner Bros.               |       |
| Fűrész III.                                                  | Saw III                                                                             | Darren Lynn Bousman                          | Lionsgate Films            |       |
| Gagyi mami 2.                                                | Big Momma's House 2                                                                 | John Whitesell                               | 20th Century Fox           |       |
| Garfield 2.                                                  | Garfield: A Tail of Two Kitties                                                     | Tim Hill                                     | 20th Century Fox           |       |
| Góóól!                                                       | Goal! The Dream Begins                                                              | Danny Cannon                                 | Buena Vista                |       |
| Gyerünk a börtönbe!                                          | Let's Go to Prison                                                                  | Bob Odenkirk                                 | Universal Pictures         |       |
| Halálos hajsza                                               | Running Scared                                                                      | Wayne Kramer                                 | New Line Cinema            |       |
| Halálos iramban: Tokiói hajsza                               | The Fast and the Furious: Tokyo Drift                                               | Justin Lin                                   | Universal Pictures         |       |
| Hangya boy                                                   | The Ant Bully                                                                       | John A. Davis                                | Warner Bros.               |       |
| Ház a tónál                                                  | The Lake House                                                                      | Alejandro Agresti                            | Warner Bros.               |       |
| Holiday                                                      | The Holiday                                                                         | Nancy Meyers                                 | Sony / Columbia            |       |
| Hollywoodland                                                | Hollywoodland                                                                       | Allen Coulter                                | Focus Features             |       |
| Horrorra akadva 4.                                           | Scary Movie 4                                                                       | David Zucker                                 | Weinstein / Dimension      |       |
| Hullámtörők                                                  | The Guardian                                                                        | Andrew Davis                                 | Buena Vista                |       |
| Ilyen még nem volt                                           | Something New                                                                       | Sanaa Hamri                                  | Focus Features             |       |
| Ismeretlen hívás                                             | When a Stranger Calls                                                               | Simon West                                   | Sony / Screen Gems         |       |
| Ízlésficam                                                   | Art School Confidential                                                             | Terry Zwigoff                                | Sony Classics              |       |
| Jackass második rész                                         | Jackass Number Two                                                                  | Jeff Tremaine                                | Paramount Pictures         |       |
| Jégkorszak 2. – Az olvadás                                   | Ice Age: The Meltdown                                                               | Carlos Saldanha                              | 20th Century Fox           |       |
| Jóbarátnők                                                   | Friends with Money                                                                  | Nicole Holofcener                            | Sony Classics              |       |
| A Karib-tenger kalózai: Holtak kincse                        | Pirates of the Caribbean: Dead Man's Chest                                          | Gore Verbinski                               | Buena Vista                |       |
| Kígyók a fedélzeten                                          | Snakes on a Plane                                                                   | David R. Ellis                               | New Line Cinema            |       |
| Kínzó látomás                                                | The Return                                                                          | Asif Kapadia                                 | Rogue Pictures             |       |
| A királynő                                                   | The Queen                                                                           | Stephen Frears                               | Miramax Films              |       |
| A király összes embere                                       | All the King's Men                                                                  | Steven Zaillian                              | Sony / Columbia            |       |
| Kiscsávó                                                     | Little Man                                                                          | Keenen Ivory Wayans                          | Sony (Revolution)          |       |
| Kiskarácsony mindenáron                                      | Deck the Halls                                                                      | John Whitesell                               | 20th Century Fox           |       |
| Kis nagy hős                                                 | Everyone's Hero                                                                     | Christopher Reeve                            | 20th Century Fox           |       |
| Kutyahideg                                                   | Eight Below                                                                         | Frank Marshall                               | Buena Vista                |       |
| Lány a vízben                                                | Lady in the Water                                                                   | M. Night Shyamalan                           | Warner Bros.               |       |
| Lányok a pácban                                              | Material Girls                                                                      | Martha Coolidge                              | Metro-Goldwyn-Mayer        |       |
| Legyőzhetetlen                                               | Invincible                                                                          | Ericson Core                                 | Buena Vista                |       |
| Levelek Ivo Dzsimáról                                        | Letters from Iwo Jima                                                               | Clint Eastwood                               | Warner Bros.               |       |
| Lúzer SC                                                     | The Benchwarmers                                                                    | Dennis Dugan                                 | Sony (Revolution)          |       |
| A mágus                                                      | The Illusionist                                                                     | Neil Burger                                  | Yari Film Group            |       |
| Malac a pácban                                               | Charlotte's Web                                                                     | Gary Winick                                  | Paramount Pictures         |       |
|                                                              | Man cheng jin dai huang jin jia                                                     | Zhang Yimou                                  | Sony Classics              |       |
|                                                              | Man of the Year                                                                     | Barry Levinson                               | Universal Pictures         |       |
| Marie Antoinette                                             | Marie Antoinette                                                                    | Sofia Coppola                                | Sony / Columbia            |       |
| Menekülj!                                                    | See No Evil                                                                         | Gregory Dark                                 | Lionsgate Films            |       |
| Mezsgye                                                      | Pulse                                                                               | Jim Sonzero                                  | Weinstein / Dimension      |       |
| Miami Vice                                                   | Miami Vice                                                                          | Michael Mann                                 | Universal Pictures         |       |
| Micsoda srác ez a lány!                                      | She's the Man                                                                       | Andy Fickman                                 | Paramount (DreamWorks)     |       |
| Mission: Impossible III.                                     | Mission: Impossible III                                                             | J. J. Abrams                                 | Paramount Pictures         |       |
| Motel                                                        | Hostel                                                                              | Eli Roth                                     | Lionsgate Films            |       |
| Nacho Libre                                                  | Nacho Libre                                                                         | Jared Hess                                   | Paramount Pictures         |       |
| Nagyi szeme fénye                                            | Grandma's Boy                                                                       | Nicholaus Goossen                            | 20th Century Fox           |       |
| Nagyon vadon                                                 | Open Season                                                                         | Roger Allers, Jill Culton és Anthony Stacchi | Sony / Columbia            |       |
| Nanny McPhee – A varázsdada                                  | Nanny McPhee                                                                        | Kirk Jones                                   | Universal Pictures         |       |
| Nehéz idők                                                   | Harsh Times                                                                         | David Ayer                                   | Metro-Goldwyn-Mayer        |       |
| Ómen                                                         | The Omen                                                                            | John Moore                                   | 20th Century Fox           |       |
| Oscar-vágy                                                   | For Your Consideration                                                              | Christopher Guest                            | Warner Independent         |       |
| Az ördög Pradát visel                                        | The Devil Wears Prada                                                               | David Frankel                                | 20th Century Fox           |       |
| Összekutyulva                                                | The Shaggy Dog                                                                      | Brian Robbins                                | Buena Vista                |       |
| Pata tanya: Baromi buli                                      | Barnyard                                                                            | Steve Oedekerk                               | Paramount Pictures         |       |
| PiROSSZka – A jó, a rossz, a farkas, MEGAnagyi               | Hoodwinked                                                                          | Cory Edwards és Todd Edwards                 | The Weinstein Company      |       |
| Poseidon                                                     | Poseidon                                                                            | Wolfgang Petersen                            | Warner Bros.               |       |
| Rejtélyek szigete                                            | The Wicker Man                                                                      | Neil LaBute                                  | Warner Bros.               |       |
| Rém rom                                                      | Monster House                                                                       | Gil Kenan                                    | Sony / Columbia            |       |
| Reszkessetek, repülők!                                       | Unaccompanied Minors                                                                | Paul Feig                                    | Warner Bros.               |       |
| Rocky Balboa                                                 | Rocky Balboa                                                                        | Sylvester Stallone                           | Metro-Goldwyn-Mayer        |       |
| A rózsaszín párduc                                           | The Pink Panther                                                                    | Shawn Levy                                   | Sony / Columbia            |       |
| Rumlis vakáció                                               | RV                                                                                  | Barry Sonnenfeld                             | Sony / Columbia            |       |
| A sárkány bosszúja                                           | Tom yum goong                                                                       | Prachya Pinkaew                              | Weinstein / Dragon Dynasty |       |
| Shop-stop II.                                                | Clerks II                                                                           | Kevin Smith                                  | MGM (Weinstein)            |       |
| Silent Hill – A halott város                                 | Silent Hill                                                                         | Christophe Gans                              | Sony / Columbia            |       |
| A skacok meg a kukacok                                       | How to Eat Fried Worms                                                              | Bob Dolman                                   | New Line Cinema            |       |
| Slither                                                      | Slither                                                                             | James Gunn                                   | Universal Pictures         |       |
| Sörcsata                                                     | Beerfest                                                                            | Jay Chandrasekhar                            | Warner Bros.               |       |
| Step Up                                                      | Step Up                                                                             | Anne Fletcher                                | Buena Vista                |       |
| Superman visszatér                                           | Superman Returns                                                                    | Bryan Singer                                 | Warner Bros.               |       |
| Szakíts, ha bírsz                                            | The Break-Up                                                                        | Peyton Reed                                  | Universal Pictures         |       |
| Sziklák szeme                                                | The Hills Have Eyes                                                                 | Alexandre Aja                                | Fox Searchlight            |       |
| A szuper exnőm                                               | My Super Ex-Girlfriend                                                              | Ivan Reitman                                 | 20th Century Fox           |       |
| Szupersuli                                                   | Zoom                                                                                | Peter Hewitt                                 | Sony (Revolution)          |       |
| A születés                                                   | The Nativity Story                                                                  | Catherine Hardwicke                          | New Line Cinema            |       |
| Talajfogás                                                   | Stick It                                                                            | Barry Sonnenfeld                             | Buena Vista                |       |
| Táncoló talpak                                               | Happy Feet                                                                          | George Miller                                | Warner Bros.               |       |
| Taplógáz: Ricky Bobby legendája                              | Talladega Nights: The Ballad of Ricky Bobby                                         | Adam McKay                                   | Sony / Columbia            |       |
| Távkapcs                                                     | Click                                                                               | Frank Coraci                                 | Sony (Revolution)          |       |
| A tégla                                                      | The Departed                                                                        | Martin Scorsese                              | Warner Bros.               |       |
| Télapu 3. – A szánbitorló                                    | The Santa Clause 3: The Escape Clause                                               | Michael Lembeck                              | Buena Vista                |       |
| Tenacious D, avagy a kerek rockerek                          | Tenacious D in The Pick of Destiny                                                  | Liam Lynch                                   | New Line Cinema            |       |
| A tengerészgyalogos                                          | The Marine                                                                          | John Bonito                                  | 20th Century Fox           |       |
| A testőr                                                     | The Sentinel                                                                        | Clark Johnson                                | 20th Century Fox           |       |
| A testvériség                                                | The Covenant                                                                        | Renny Harlin                                 | Sony / Screen Gems         |       |
| A texasi láncfűrészes mészárlás: A kezdet                    | The Texas Chainsaw Massacre: The Beginning                                          | Jonathan Liebesman                           | New Line Cinema            |       |
| Köszönjük, hogy rágyújtott!                                  | Thank You for Smoking                                                               | Jason Reitman                                | Fox Searchlight            |       |
| Több, mint sport                                             | We Are Marshall                                                                     | McG                                          | Warner Bros.               |       |
| A tökéletes trükk                                            | The Prestige                                                                        | Christopher Nolan                            | Buena Vista                |       |
| Trisztán és Izolda                                           | Tristan & Isolde                                                                    | Kevin Reynolds                               | 20th Century Fox           |       |
| Túl a sövényen                                               | Over the Hedge                                                                      | Tim Johnson és Karey Kirkpatrick             | Paramount (DreamWorks)     |       |
| Tűzfal                                                       | Firewall                                                                            | Richard Loncraine                            | Warner Bros.               |       |
| Tűzveszély                                                   | Catch a Fire                                                                        | Phillip Noyce                                | Focus Features             |       |
| Ultraviola                                                   | Ultraviolet                                                                         | Kurt Wimmer                                  | Sony / Screen Gems         |       |
| Az utolsó adás                                               | A Prairie Home Companion                                                            | Robert Altman                                | Picturehouse               |       |
| Az utolsó csók                                               | The Last Kiss                                                                       | Tony Goldwyn                                 | Paramount (DreamWorks)     |       |
| Az utolsó vakáció                                            | Last Holiday                                                                        | Wayne Wang                                   | Paramount Pictures         |       |
| Underworld: Evolúció                                         | Underworld: Evolution                                                               | Len Wiseman                                  | Sony / Screen Gems         |       |
| A United 93-as                                               | United 93                                                                           | Paul Greengrass                              | Universal Pictures         |       |
| Az ügynökség                                                 | The Good Shepherd                                                                   | Robert De Niro                               | Universal Pictures         |       |
| Vadkaland                                                    | The Wild                                                                            | Steve "Spaz" Williams                        | Buena Vista                |       |
| Végső állomás 3.                                             | Final Destination 3                                                                 | James Wong                                   | New Line Cinema            |       |
| Végzetes kitérő                                              | Turistas                                                                            | John Stockwell                               | Fox Atomic                 |       |
| Verdák                                                       | Cars                                                                                | John Lasseter                                | Buena Vista                |       |
| Véres gyémánt                                                | Blood Diamond                                                                       | Edward Zwick                                 | Warner Bros.               |       |
| A vér válaszol                                               | Waist Deep                                                                          | Vondie Curtis-Hall                           | Rogue Pictures             |       |
| Vezet a ritmus                                               | Take the Lead                                                                       | Liz Friedlander                              | New Line Cinema            |       |
| V mint vérbosszú                                             | V for Vendetta                                                                      | James McTeigue                               | Warner Bros.               |       |
| Volt egyszer egy másik Amerika                               | Idlewild                                                                            | Bryan Barber                                 | Universal Pictures         |       |
| Volver                                                       | Volver                                                                              | Pedro Almodóvar                              | Sony Classics              |       |
| World Trade Center                                           | World Trade Center                                                                  | Oliver Stone                                 | Paramount Pictures         |       |
| XL szerelem                                                  | Phat Girlz                                                                          | Nnegest Likké                                | Fox Searchlight            |       |
| X-Men: Az ellenállás vége                                    | X-Men: The Last Stand                                                               | Brett Ratner                                 | 20th Century Fox           |       |

### További bemutatók
| Magyar cím                      | Eredeti cím                      | Rendező                          | [ 9 ] |
| ------------------------------- | -------------------------------- | -------------------------------- | ----- |
| 001 – Az első bevetés           | Stormbreaker                     | Geoffrey Sax                     |       |
| A bárányok harapnak             | Black Sheep                      | Jonathan King                    |       |
|                                 | Before the Music Dies            | Andrew Shapter                   |       |
| A békés harcos útja             | Peaceful Warrior                 | Victor Salva                     |       |
| Beyza négyszer                  | Beyza'nin kadinlari              | Mustafa Altioklar                |       |
| Bleach: Elveszett emlékek       | Bleach: Memories of Nobody       | Abe Norijuki                     |       |
| Bordertown – Átkelő a halálba   | Bordertown                       | Gregory Nava                     |       |
| Bűnös viszonyok                 | Breaking and Entering            | Anthony Minghella                |       |
| Candy                           | Candy                            | Neil Armfield                    |       |
| Cukorfalat                      | Hard Candy                       | David Slade                      |       |
| Csalás és ámítás                | The Last Time                    | Michael Caleo                    |       |
| Csapatleépítés                  | Severance                        | Christopher Smith                |       |
| A delfinek nyelvén              | Eye of the Dolphin               | Michael D. Sellers               |       |
| Egyre távolabb                  | Away from Her                    | Sarah Polley                     |       |
| A falka                         | The Breed                        | Nicholas Mastandrea              |       |
| Farkasok völgye: Irak           | Kurtlar vadisi - Irak            | Serdar Akar és Sadullah Sentürk  |       |
| Farkasölő                       | Волкодав из рода Серых Псов      | Nyikolaj Lebegyev                |       |
| Flandria                        | Flandres                         | Bruno Dumont                     |       |
| Földtenger varázslója           | Gedo szenki                      | Mijazaki Goró                    |       |
|                                 | Förortsungar                     | Catti Edfeldt és Ylva Gustavsson |       |
| Franklin, a teknős              | Franklin et le trésor du lac     | Dominique Monfery                |       |
| A hírhedt                       | Infamous                         | Douglas McGrath                  |       |
| A mások élete                   | Das Leben der Anderen            | Florian Henckel von Donnersmarck |       |
| A parfüm: Egy gyilkos története | Perfume: The Story of a Murderer | Tom Tykwer                       |       |
| Párizs, szeretlek!              | Paris, je t'aime                 | több rendező                     |       |
| Rejtélyek mocsara               | The Marsh                        | Jordan Barker                    |       |
| Szerelem és egyéb katasztrófák  | Love and Other Disasters         | Alek Keshishian                  |       |
| Szerepszemle                    | 10 Items or Less                 | Brad Silberling                  |       |
| Thomas után                     | After Thomas                     | Simon Shore                      |       |
| Az utolsó skót király           | The Last King of Scotland        | Kevin Macdonald                  |       |
| Vakok földjén                   | Land of the Blind                | Robert Edwards                   |       |

## Díjak, fesztiválok
- 78. Oscar-gála (március 5.)
  - Film: Ütközések
  - legjobb színész: Philip Seymour Hoffman – Capote
  - legjobb színésznő:: Reese Witherspoon – A nyughatatlan
- 31. César-díjátadó (február 25.)
  - legjobb film: Halálos szívdobbanás, rendezte: Jacques Audiard
  - legjobb külföldi film: Millió dolláros bébi, rendezte: Clint Eastwood
  - legjobb rendező: Jacques Audiard – Halálos szívdobbanás
  - legjobb színész: Michel Bouquet – Le Promeneur du Champ-de-Mars
  - legjobb színésznő: Nathalie Baye – Le Petit Lieutenant
- Golden Globe-díj
  - Dráma
  - legjobb film: Túl a barátságon
  - legjobb férfi főszereplő: Philip Seymour Hoffman – Capote
  - legjobb női főszereplő: Felicity Huffman – Transamerica
  - Musical vagy vígjáték
  - legjobb film: A nyughatatlan
  - legjobb férfi főszereplő: Joaquin Phoenix – A nyughatatlan
  - legjobb női főszereplő: Reese Witherspoon – A nyughatatlan
- BAFTA-díj
  - legjobb film: Túl a barátságon
  - legjobb férfi főszereplő: Philip Seymour Hoffman – Capote
  - legjobb női főszereplő: Reese Witherspoon – A nyughatatlan
- 26. Arany Málna-gála (március 4.)
- 59. Cannes-i Fesztivál
- Berlini Nemzetközi Filmfesztivál
- 2006-os velencei filmfesztivál
- 37. Magyar Filmszemle

## Halálozások
- január 1. – Mapita Cortés, 75,  színésznő
- január 14. – Henri Colpi, 84, rendező, vágó
- január 14. – Shelley Winters, 85, színésznő
- január 19. – Agárdy Gábor, 83, színész
- január 19. – Anthony Franciosa, 77, színész
- január 22. – Osa Massen, 91,  színésznő
- január 24. – Fayard Nicholas, 91, táncos
- január 24. – Chris Penn, 40, színész
- január 31. – Moira Shearer, 80, színésznő
- február 3. – Walerian Borowczyk, 83, rendező
- február 18. – Richard Bright, 68, színész
- február 28. – Kaló Flórián, 74, színész
- március 1. – Jack Wild, 53, színész
- március 9. – Halász Péter, 62, színész-rendező
- március 10. – Anna Moffo, 74, énekesnő, színésznő
- március 13. – Maureen Stapleton, 80, Oscar-díjas színésznő
- március 25. – Richard Fleischer, rendező
- április 3. – Balkay Géza, 54, színész
- április 9. – Vilgot Sjöman, 82, rendező
- április 22. – Alida Valli, 85, színésznő
- május 30. – Imamura Sóhei, 80, rendező
- június 12. – Illés György, 92, operatőr
- június 23. – Aaron Spelling, 83, producer
- július 10. – Bertók Lajos, 40, színész
- július 19. – Jack Warden, 86, színész
- július 21. – Mako, 73, színész
- július 30. – Zenthe Ferenc, 86, színész
- augusztus 30. – Glenn Ford, 90, színész
- szeptember 4. – Steve Irwin, 44, dokumentumfilmes
- szeptember 9. – Gérard Brach, 79, forgatókönyvíró
- szeptember 20. – Sven Vilhem Nykvist, 83, svéd operatőr
- október 12. – Gillo Pontecorvo, 87, rendező
- október 28. – Tina Aumont, 60, színésznő
- november 10. – Jack Palance, 87, színész
- november 16. – Gary Graver, 68, operatőr
- november 20. – Robert Altman, 81, rendező
- november 23. – Philippe Noiret, 76, színész
- november 29. – Shirley Walker, 61, zeneszerző
- december 12. – Peter Boyle, 71, színész
- december 18. – Joseph Barbera, 95, animációs rendező, producer